# Multi-System & Internet Security Cookbook
 (août 2020).
Si vous disposez d'ouvrages ou d'articles de référence ou si vous connaissez des sites web de qualité traitant du thème abordé ici, merci de compléter l'article en donnant les références utiles à sa vérifiabilité et en les liant à la section « Notes et références ».
MISC (pour Multi-system & Internet Security Cookbook) est un magazine bimestriel français spécialisé dans la sécurité informatique, fondé par Frédéric Raynal et dont le rédacteur en chef actuel est Guillaume Valadon, qui succède à Cédric Foll. Des numéros hors-série regroupant des articles autour d'un thème spécifique sont publiés plusieurs fois par an. 

## Description
Il s'agit du magazine français de référence[réf. nécessaire]  en matière de sécurité informatique. Il comprend des articles écrits par des acteurs reconnus de la sécurité informatique en France tels que des chercheurs, des enseignants ou des professionnels du domaine.
Il est publié par les éditions Diamond, qui publient également GNU/Linux Magazine France et Linux Pratique.